# Asunción (Costa Rica)
Asunción è un distretto della Costa Rica facente parte del cantone di Belén, nella provincia di Heredia.
Asunción comprende 5 rioni (barrios):
- Arbolito
- Bonanza
- Bosques de Doña Rosa
- Cariari
- Chompipes